# 察隅箭竹
察隅箭竹（学名：Fargesia zayuensis）为禾本科箭竹属下的一个种。

## 扩展阅读
- 維基物種上的相關：察隅箭竹